# Датско-северомакедонские отношения
Датско-северомакедонские отношения — двусторонние дипломатические отношения между Данией и Северной Македонией. Страны являются членами Совета Европы и НАТО. Дания является членом ЕС, а Северная Македония — кандидатом на вступление в эту организацию. Посольство Дании в Вене отвечает за отношения с Северной Македонией, а Северная Македония имеет посольство в Копенгагене.

## История
Дания признала Северную Македонию 16 декабря 1993 года. С января 1994 года у Дании есть посол в Вене, аккредитованный при Северной Македонии. Северная Македония имеет посольство в Копенгагене с 1996 года. 1 апреля 2002 года министр иностранных дел Дании Пер Стиг Меллер посетил Северную Македонию, где встретился с премьер-министром Северной Македонии Любчо Георгиевский.
Дания помогает Северной Македонии в укреплении гражданского общества и свободы слова. В рамках программы для Юго-Восточной Европы Дания оказывает помощь в четырёх основных областях: молодёжь, беженцы и перемещённые лица, права человека и средства массовой информации. На программу было выделено 159 миллионов датских крон, а в 2004 году снова 73 миллиона датских крон.